# Броштени (Сучава)
Броштени, Броштень (рум.  Broșteni) — город в южной Буковине в румынском жудеце Сучава.
Город расположен в Восточных Карпатах на реке Бистрица, притоке Сирета в 313 км севернее Бухареста, 62 км к северо-востоку от административного центра г. Сучавы, 52 км от города Ватра Дорней и 143 км к западу от Ясс на национальной автодороге 17B.

## Структура
Административно городу подчинены села (данные о населении за 2002 год):
- Дирмокса (195 человек)
- Котиргаши (1260 человек)
- Лунджень (265 человек)
- Нягрэ (482 человека)
- Пьетроаса (115 человек)
- Фрасин (389 человек)
- Хеляса (263 человека)
- Холда (836 человек)
- Холдица (529 человек)

## Национальный состав населения города (2002)
| Национальность | Количество жителей | Процент |
| -------------- | ------------------ | ------- |
| румыны         | 6579               | 99,6 %  |
| венгры         | 11                 | 0,2 %   |
| цыгане         | 9                  | 0,1 %   |
| украинцы       | 1                  | < 0,1 % |
| немцы          | 1                  | < 0,1 % |
| татары         | 1                  | < 0,1 % |

## История

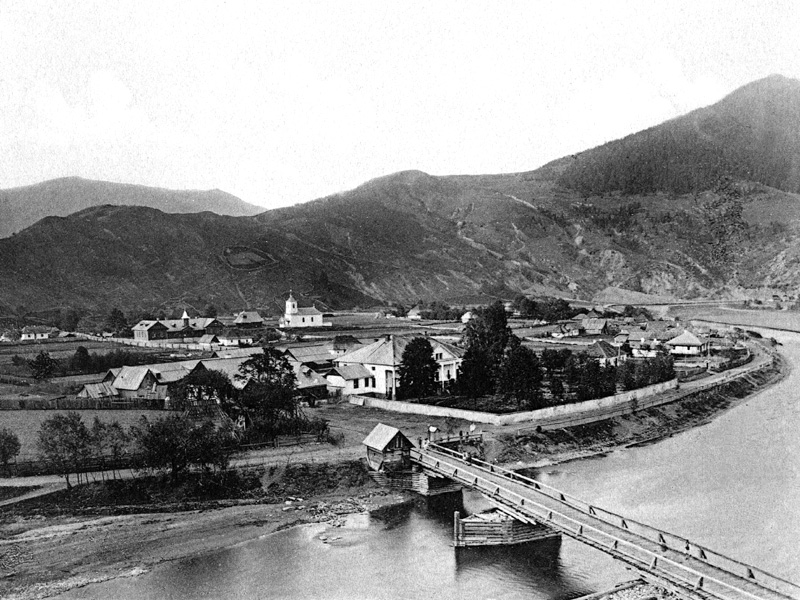
Броштени на фотографии начала XX века

Первое письменное упоминание датируется 1630 годом. Окрестности города принадлежали монастырю Воронец.

## Достопримечательности
- Деревянная церковь св. Николая с колокольней (1779 г.)

## Известные уроженцы и жители
- Заппас, Евангелис (1800—1865) — греческий общественный деятель, меценат.
- Чепой, Ливиу (род. 1969) — румынский саночник, член сборных Румынии и Молдавии в 1990-х — начале 2000-х годов. Участник четырёх зимних Олимпийских игр, участник многих международных турниров и национальных первенств. Тренер, спортивный функционер, политик и бизнесмен.